# (8093) 1992 UZ2
A (8093) 1992 UZ2 a Naprendszer kisbolygóövében található aszteroida. N. Kawasato fedezte fel 1992. október 25-én.